# U 78 (U-Boot, 1941)
U 78 war ein deutsches U-Boot vom Typ VII C, das im Zweiten Weltkrieg von der deutschen Kriegsmarine als Ausbildungsboot und als Stromboot zur Energiegewinnung eingesetzt wurde.

## Geschichte
Der Auftrag für das Boot wurde am 25. Januar 1939 an die Vegesacker Werft in Bremen vergeben. Die Kiellegung erfolgte am 28. März 1940, der Stapellauf am 7. Dezember 1940. Die Indienststellung unter Kapitänleutnant Adolf Dumrese fand schließlich am 15. Februar 1941 statt. Bei den U-Booten der deutschen Kriegsmarine war es üblich, dass die Besatzung während der Ausbildungszeit ein Zeichen auswählte, das sowohl am U-Boot-Turm angebracht wurde, als auch von der Mannschaft an den Mützen und Schiffchen getragen wurde. U 78 trug die Würfelseite mit der Sechs als bootsspezifisches Zeichen.
Das Boot gehörte nach seiner Indienststellung am 15. Februar 1941 bis zum 28. Februar 1945 als Schulboot zur 22. U-Flottille in Gotenhafen. Ab dem 1. März 1945 bis zu seiner Vernichtung am 16. April 1945 gehörte das Boot als Stromversorger zur 4. U-Flottille in Stettin, hatte jedoch seinen Standort in Pillau.
Bevor es als Stromboot zur Energiegewinnung eingesetzt wurde, war U 78 ein reines Schulboot und absolvierte während seiner Dienstzeit keine Unternehmungen.

## Verbleib
Das Boot wurde am 16. April 1945 in Pillau an der Pier des Seedienst-Bahnhofes als Stromversorgerboot für die Heeresgruppe Samland eingesetzt und  durch sowjetische Heeresartillerie zusammengeschossen. Das Boot sank daraufhin an der Pier.